# Општина Индепенденца (Калараш)
Индепенденца (рум. Independenţa) општина је у Румунији у округу Калараш.
Oпштина се налази на надморској висини од 25 m.